# ヒンドゥスターン平野

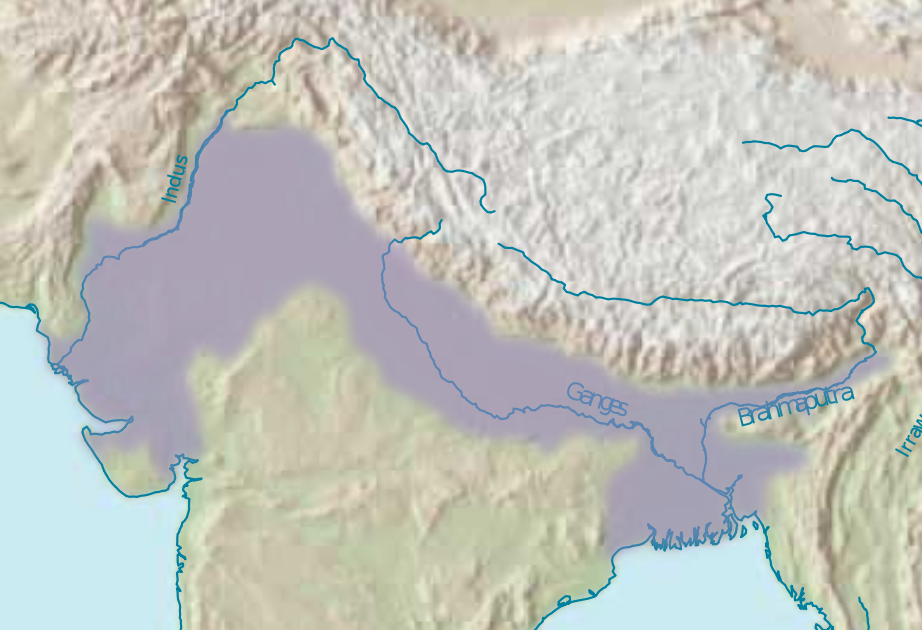
ヒンドゥスターン平野の位置（紫色の部分）

ヒンドゥスターン平野（ヒンディー語:सिन्धु-गंगा का मैदान、ウルドゥー語:سندھ و گنگ کا میدان、ネパール語:सिन्धु गङ्गा मैदान、ベンガル語:সিন্ধু-গাঙ্গেয় সমভূমি）はインド（北インド）、パキスタン、バングラデシュ、ネパールにまたがる広大な平野の名称である。
ガンジス川、インダス川、ブラフマプトラ川の3水系が生んだ広大かつ肥沃な沖積平野である。それぞれ、ヒンドゥークシュ山脈やヒマラヤ山脈に平行に流れ、西はインドのジャンムー・カシミール州、東はアッサム州を源流にしてパンジャーブ州、ハリヤーナー州、ラージャスターン州の一部、ウッタル・プラデーシュ州、ビハール州、ジャールカンド州、西ベンガル州（以上インド）、カイバル・パクトゥンクワ州、北方地域、パンジャーブ州、シンド州（以上パキスタン）、そしてバングラデシュを貫流する。この平野の面積は約70万km2で、幅は数百kmである。
この大平野を4地域に分割することもある。
ババール・ベルト
ヒマラヤ山麓に続く一帯で、河川流によって上流から運ばれた巨礫・中礫からなるこの地帯の間隙率は非常に高く、河川は伏流水になる。ババール・ベルトは通常幅が狭く7-15kmである。
テライ・ベルト
ババール・ベルトのすぐ下流で比較的新しい沖積土からなる。ここで伏流水は地上に現れる。この地域は湿度が非常に高く密林になっている。一年を通じて雨量が多く、野生生物の楽園である。
バンガール・ベルト
比較的古い沖積土が形成した台地である。ヒンドゥスターン平野ではラテライトの堆積物に覆われている。
カダール・ベルト
バンガール・ベルトの下流の低地帯である。河川が運んだ沖積土でできたもの。
また、ガンジス川の流域をガンジス平野、インダス川の流域をパンジャーブ平野と分けることがある。ガンジス平野の最下流、河口部分にはシュンドルボン湿地帯が広がっている。
ヒンドゥスターン平野は多数の河川が運ぶシルトが堆積した、世界でもっとも広大な沖積平野である。平野は平坦で樹木が少なく、運河による灌漑が容易で地下水も豊富なため、世界でもっとも集約的に農業が行われる地域でもある。
主要作物は米や小麦で、輪作を行う。その他トウモロコシ、サトウキビ、綿花の栽培も多い。その結果として、この平野は世界で最も人口密度が高い地域にランクされている。